# Titularbistum Sanavus
Das Bistum Sanavus (ital.: diocesi di Sanavo, lat.: Dioecesis Sanavensis) ist ein Titularbistum der römisch-katholischen Kirche.
Es geht zurück auf einen untergegangenen Bischofssitz in der gleichnamigen antiken Stadt, die in der Spätantike politisch der römischen Provinz Phrygia Pacatiana (heute westliche Türkei) zugehörig war. Der Bischofssitz war der Kirchenprovinz Laodicea zugeordnet.
| Titularbischöfe von Sanavus |                               |                                                                  |                  |                 |
| Nr.                         | Name                          | Amt                                                              | von              | bis             |
| 1                           | Joseph Thomas McGucken        | Weihbischof in Los Angeles Koadjutorbischof von Sacramento (USA) | 4. Februar 1941  | 14. Januar 1957 |
| 2                           | Walmor Battú Wichrowski       | Weihbischof in Santos (Brasilien)                                | 14. Februar 1958 | 23. April 1960  |
| 3                           | Mario Renato Cornejo Radavero | Weihbischof in Lima (Peru)                                       | 20. Februar 1961 | 7. Februar 1969 |